# Erich Köhler
Erich Köhler (Langenau, 9 de març de 1924 - Friburg de Brisgòvia, 3 de juny de 1981) va ser un romanista i teòric de la literatura alemany.

## Vida i obra
Köhler amb divuit anys va participar a la batalla de Stalingrad i va passar després dos anys en un hospital militar recuperant-se d'unes ferides que més tard contribuirien a la seva mort relativament jove. Després va estudiar a Leipzig amb Hans-Georg Gadamer, Theodor Litt, Hermann August Korff, Theodor Frings, Ernst Bloch, Eduard von Jan, Philipp August Becker i Werner Krauss. Va obtenir el doctorat el 1950 amb Krauss amb una tesi titulada "Zur Geschichte des altprovenzalischen Streitgedichts" (sobre les tensós trobadoresques). Com a assistent de Hellmuth Petriconi, va completar la seva habilitació a Hamburg el 1955 amb "Ideal und Wirklichkeit in der höfischen Epik" (Ideal i realitat a l'èpica cortès), estudi que es convertir en una obra de referència. De 1958 a 1970, va ser professor titular de Filologia Romànica a la Universitat de Heidelberg, i de 1970 a 1981, a la Universitat de Friburg de Brisgòvia, succeint Hugo Friedrich. Köhler va ser membre de l'Acadèmia de Ciències i Humanitats de Heidelberg des de 1967. Entre els seus alumnes hi ha Ulrich Mölk, Fritz Nies, Matthias Walz, Karlheinz Bender, Dietmar Rieger, o Henning Krauß.
La seva comprensió sociològica de la literatura i la realitat ja és evident en els seus primers estudis sobre l'Edat Mitjana (sobre l'èpica cortesana i la lírica provençal), que el distingeix d'altres models d'estudis literaris. S'interessà per les condicions socials que subjauen a la producció i recepció de la literatura. K. va mantenir una obertura metodològica fins al final, que també incloïa enfocaments psicoanalítics i d'estudis culturals
Amb Hans Robert Jauss, va planificar i iniciar el Grundriss der romanischen Literaturen des Mittelalters (una enciclopèdia de la literatura romànica medieval), al qual van contribuir estudiosos de diversos països.
Els fons de Köhler es troben als Arxius de la Universitat d'Augsburg.

## Obra
- Ideal und Wirklichkeit in der höfischen Epik. Studien zur Form der frühen Artus- und Graldichtung. 2a edició. Tübingen 1970 (= Beihefte zur Zeitschrift für romanische Philologie. Band 97).
  - [Traducció:] Köhler, Erich (1990). "La aventura caballeresca. Ideal y realidad en la narrativa cortés" Barcelona: Vallcorba editor, SA
  - Richard Trachsler, "Ideal und Wirklichkeit cincuenta años después. El estudio de Erich Köhler y la crítica literaria hacia el año 2000", in: Lingüística i literatura, 51, 2007, p. 191-216 (Disponible en línia a Dialnet)